# The Last Sucker
The Last Sucker es el undécimo álbum de estudio de la banda de metal industrial estadounidense Ministry, publicado en 2007 por 13th Planet Records. El arte de portada muestra una imagen del rostro del expresidente de Estados Unidos George W. Bush convertido en un lagarto.

## Lista de canciones
| N.º | Título                                   | Escritor(es)                                             | Duración |  |
| 1.  | «Let's Go»                               | Al Jourgensen, Sin Quirin                                | 4:53     |  |
| 2.  | «Watch Yourself»                         | Jourgensen, Paul Raven                                   | 5:29     |  |
| 3.  | «Life Is Good»                           | Jourgensen, Quirin                                       | 4:15     |  |
| 4.  | «The Dick Song»                          | Jourgensen, Quirin                                       | 5:50     |  |
| 5.  | «The Last Sucker»                        | Jourgensen, Tommy Victor                                 | 5:59     |  |
| 6.  | «No Glory»                               | Jourgensen, Victor                                       | 3:42     |  |
| 7.  | «Death & Destruction»                    | Jourgensen, Quirin                                       | 3:31     |  |
| 8.  | «Roadhouse Blues» (Versión de The Doors) | Jim Morrison, Robby Krieger, John Densmore, Ray Manzarek | 4:26     |  |
| 9.  | «Die in a Crash»                         | Jourgensen, Victor, Burton C. Bell                       | 4:03     |  |
| 10. | «End of Days (Part 1)»                   | Jourgensen, Victor, Raven, Bell                          | 3:22     |  |
| 11. | «End of Days (Part 2)»                   | Jourgensen, Victor, Raven, Bell                          | 10:25    |  |

## Créditos
- Alien Jourgensen - voz, programación, bajo (8), armónica (8), programación de batería (8), producción
- Paul Raven - bajo (2, 10, 11), guitarras (2, 10, 11), coros (2, 10, 11)
- Tommy Victor - guitarras (5, 6, 9-11), bajo (5, 6, 9-11), coros (5, 6, 9-11)
- Sin Quirin - guitarras (1, 3, 4, 7), bajo (1, 3, 4, 7)
- John Bechdel - teclados